# Relación entre sustentación y resistencia

La sustentación y el arrastre son los dos componentes de la fuerza aerodinámica total que actúa sobre una aeronave.

En aerodinámica, la relación entre sustentación y arrastre o resistencia al avance (o relación L/D) es la sustentación generada por un cuerpo aerodinámico, como un  ala de avión o una aeronave, dividida por la resistencia aerodinámica causada por el movimiento en el aire. Describe la eficiencia aerodinámica en determinadas condiciones de vuelo. La relación L/D para un cuerpo determinado variará en función de estas condiciones de vuelo.
Para un ala aerodinámica o un avión con motor, la relación L/D se especifica en vuelo recto y nivelado. Para un planeador, determina la relación de planeo, de la distancia recorrida contra la pérdida de altura.
El término se calcula para cualquier velocidad del aire midiendo la sustentación generada y dividiéndola por la resistencia a esa velocidad. Esto varía con la velocidad, por lo que los resultados se suelen representar en un gráfico bidimensional. En casi todos los casos, el gráfico tiene forma de U, debido a los dos componentes principales de la resistencia. La L/D puede calcularse mediante dinámica de fluidos computacional o simulación por ordenador. Se mide empíricamente mediante pruebas en un túnel de viento o en prueba de vuelo libre.
La relación L/D se ve afectada tanto por la resistencia de forma del cuerpo como por la resistencia inducida asociada a la creación de una fuerza de elevación. Depende principalmente de los coeficientes de sustentación y resistencia, del ángulo de ataque con respecto al flujo de aire y de la relación de aspecto del ala.
La relación L/D es inversamente proporcional a la energía requerida para una trayectoria de vuelo determinada, de modo que si se duplica la relación L/D sólo se necesitará la mitad de energía para la misma distancia recorrida. Esto se traduce directamente en un mayor economía de combustible.

## Ascensión y resistencia

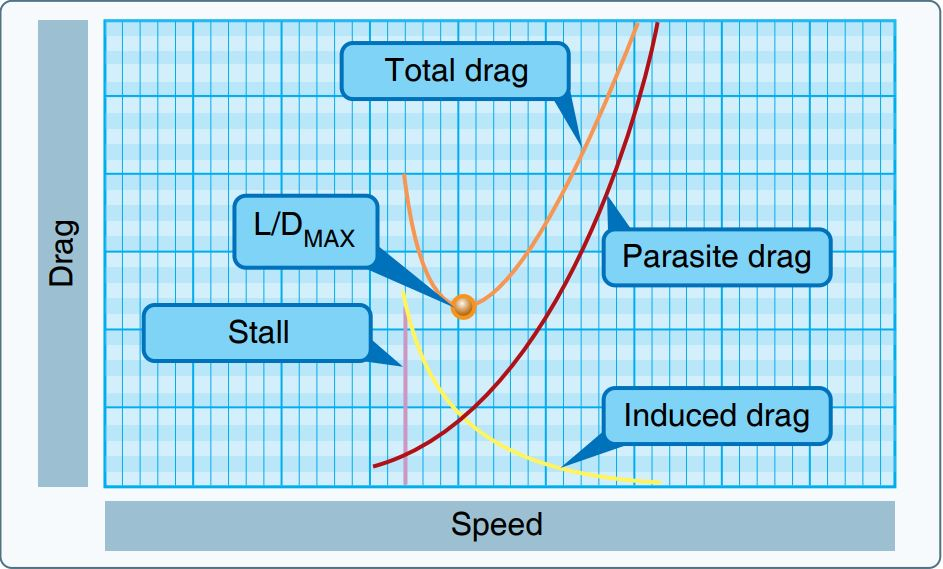
Arrastre vs. Velocidad. L/DMAX se produce en el mínimo de Arrastre Total (por ejemplo, parásito más inducido)

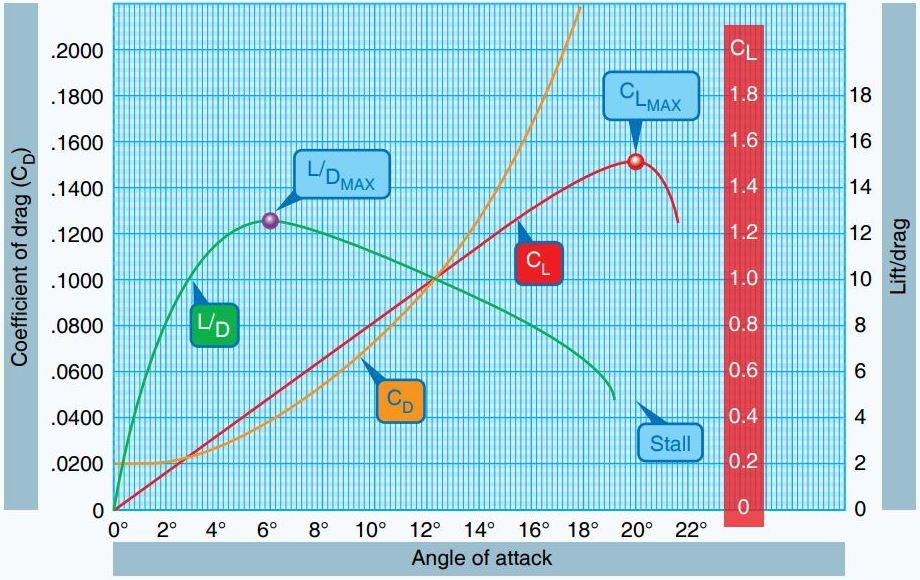
Coeficiente de arrastre C_{D} y Coeficiente de elevación C_{L} vs ángulo de ataque.

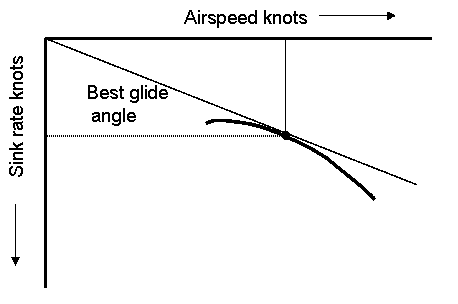
Curva polar que muestra el ángulo de planeo para la mejor velocidad de planeo (mejor L/D). Es el ángulo de planeo más plano posible a través del aire en calma, que maximizará la distancia volada. Esta velocidad de planeo (línea vertical) corresponde al punto tangente de una línea que parte del origen del gráfico. Un planeador que vuele más rápido o más lento que esta velocidad aérea cubrirá menos distancia antes de aterrizar.

La sustentación se crea cuando un cuerpo asimétrico se desplaza a través de un fluido viscoso como el aire. La asimetría de un perfil aerodinámico suele introducirse mediante el diseño de una asimetría y/o la fijación de un ángulo de ataque con respecto al flujo de aire. La sustentación aumenta entonces como el cuadrado de la velocidad del aire.
Cada vez que un cuerpo aerodinámico genera sustentación, esto también crea resistencia inducida. A bajas velocidades, una aeronave tiene que generar sustentación con un mayor ángulo de ataque, lo que resulta en una mayor resistencia inducida. Este término domina el lado de baja velocidad del gráfico de la sustentación frente a la velocidad.

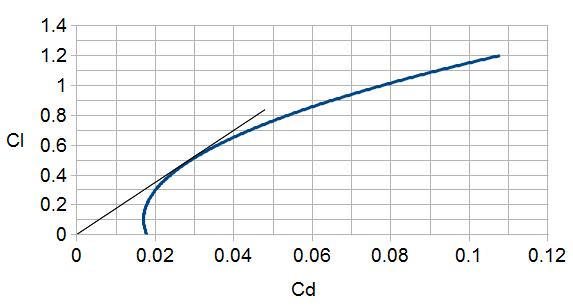
Curva de arrastre para aviones ligeros. La tangente da el punto máximo L/D.

La resistencia aerodinámica es causada por el movimiento del cuerpo a través del aire. Este tipo de arrastre, conocido también como resistencia del aire o  arrastre de perfil varía con el cuadrado de la velocidad (véase la ecuación de arrastre). Por esta razón, la resistencia de perfil es más pronunciada a mayores velocidades, formando el lado derecho de la forma de U del gráfico de sustentación/velocidad. La resistencia aerodinámica del perfil se reduce principalmente mediante la aerodinámica y la reducción de la sección transversal.
La arrastre total en cualquier cuerpo aerodinámico tiene, por tanto, dos componentes, el arrastre inducido y el arrastre de forma.

### Coeficientes de elevación y arrastre
Las tasas de cambio de la sustentación y la resistencia con el ángulo de ataque (AoA) se denominan respectivamente elevación y coeficiente de arrastre CL y CD. La relación variable entre la sustentación y la resistencia con el AoA suele representarse en términos de estos coeficientes.  Para cualquier valor de elevación, el AoA varía con la velocidad. varía con la velocidad. Los gráficos de CL y CD vs. velocidad se denominan curva de resistencia. La velocidad se muestra creciente de izquierda a derecha. La relación sustentación/arrastre viene dada por la pendiente desde el origen hasta algún punto de la curva, por lo que la máxima relación L/D no se produce en el punto de menor arrastre, el punto más a la izquierda. En cambio, se produce a una velocidad ligeramente superior.  Los diseñadores suelen elegir un diseño de ala que produzca un pico de L/D a la velocidad de crucero elegida para un avión de ala fija con motor, maximizando así la economía. Como todas las cosas en ingeniería aeronáutica, la relación sustentación-arrastre no es la única consideración para el diseño del ala. El rendimiento con un ángulo de ataque elevado y una entrada en pérdida suave también son importantes.

## Índice de deslizamiento
Como el fuselaje del avión y las superficies de control también añadirán resistencia y posiblemente algo de sustentación, es justo considerar la L/D del avión como un todo. Resulta que el Índice de deslizamiento, que es la relación entre el movimiento de avance de una aeronave (sin motor) y su descenso, es (cuando se vuela a velocidad constante) numéricamente igual a la L/D de la aeronave. Esto es especialmente interesante en el diseño y operación de planeadores de alto rendimiento, que pueden tener relaciones de planeo de casi 60 a 1 (60 unidades de distancia hacia adelante por cada unidad de descenso) en los mejores casos, pero con 30:1 que se considera un buen rendimiento para el uso recreativo general. Lograr la mejor relación de planeo de un parapente en la práctica requiere un control preciso de la velocidad del aire y un funcionamiento suave y contenido de los mandos para reducir la resistencia de las superficies de control desviadas. En condiciones de viento cero, la L/D será igual a la distancia recorrida dividida por la altitud perdida. Alcanzar la máxima distancia por la altitud perdida en condiciones de viento requiere una mayor modificación de la mejor velocidad aerodinámica, al igual que alternar el crucero y la térmica.  Para lograr una alta velocidad a través del país, los pilotos de planeadores que anticipan fuertes corrientes térmicas a menudo cargan sus planeadores (veleros) con lastres de agua: el aumento de la carga alar significa una relación de planeo óptima a mayor velocidad aérea, pero a costa de subir más lentamente en las térmicas.  Como se indica a continuación, la máxima relación de planeo no depende del peso ni de la carga alar, pero con una mayor carga alar la máxima relación de planeo se produce a una mayor velocidad del aire.  Además, la velocidad del aire más rápida significa que la aeronave volará a un mayor número de Reynolds y esto normalmente traerá consigo un menor coeficiente de resistencia aerodinámica cero.

## Teoría

### Modo subsónico
Matemáticamente, la relación máxima entre elevación y arrastre puede estimarse como:
{\displaystyle (L/D)_{\max }={\frac {1}{2}}{\sqrt {\frac {\pi \varepsilon AR}{C_{D,0}}}},}
donde AR es la  alargamiento, {\displaystyle \varepsilon } el  factor de eficiencia de la envergadura, un número menor pero cercano a la unidad para las alas largas y de bordes rectos, y {\displaystyle C_{D,0}} el coeficiente de resistencia aerodinámica cero.
Lo más importante es que la relación máxima entre sustentación y arrastre es independiente del peso de la aeronave, del área del ala o de la carga alar.
Puede demostrarse que los dos principales factores que influyen en la relación máxima entre sustentación y resistencia para una aeronave de ala fija son la envergadura y el área total húmeda. Un método para estimar el coeficiente de resistencia aerodinámica cero de una aeronave es el método de la fricción superficial equivalente. Para una aeronave bien diseñada, la resistencia a la sustentación cero (o resistencia parásita) se compone principalmente de la resistencia a la fricción de la piel más un pequeño porcentaje de resistencia a la presión causada por la separación del flujo. Este método utiliza la ecuación:
{\displaystyle C_{D,0}=C_{\text{fe}}{\frac {S_{\text{wet}}}{S_{\text{ref}}}},}
donde {\displaystyle C_{\text{fe}}} es el coeficiente de fricción de la piel equivalente, {\displaystyle S_{\text{wet}}} es el área mojada y {\displaystyle S_{\text{ref}}} es el área de referencia del ala. El coeficiente de fricción cutánea equivalente tiene en cuenta tanto la resistencia a la separación como la resistencia a la fricción cutánea y es un valor bastante consistente para los tipos de aviones de la misma clase. Sustituyendo esto en la ecuación de la relación máxima entre sustentación y resistencia, junto con la ecuación de la relación de aspecto ({\displaystyle b^{2}/S_{\text{ref}}}), se obtiene la ecuación:
{\displaystyle (L/D)_{\max }={\frac {1}{2}}{\sqrt {{\frac {\pi \varepsilon }{C_{\text{fe}}}}{\frac {b^{2}}{S_{\text{wet}}}}}}}
donde b es la envergadura. El término {\displaystyle b^{2}/S_{\text{wet}}} se conoce como «relación de aspecto mojado». La ecuación demuestra la importancia de la relación de aspecto mojado para lograr un diseño aerodinámicamente eficiente.

### Modo supersónico
A grandes velocidades, la relación entre sustentación y resistencia tiende a ser menor. El Concorde tenía una relación sustentación/resistencia de aproximadamente 7 a Mach 2, mientras que un 747 es de aproximadamente 17 a mach 0,85.
Dietrich Küchemann desarrolló una relación empírica para predecir la relación L/D para altas Mach:
{\displaystyle L/D_{\max }={\frac {4(M+3)}{M}}}
donde M es el número de Mach. Las pruebas del túnel de viento han demostrado que esta  fórmula da una aproximacón muy alta.

## Ejemplos de ratios L/D
- Gorrión común: 4:1
- Gaviota: 10:1
- Charrán común: 12:1
- Albatros: 20:1
- Wright Flyer: 8,3:1
- Boeing 747 en crucero: 17,7:1[9]
- Airbus A380 en crucero 20:1[10]
- Concorde en crucero en el despegue y el aterrizaje 4:1, aumentando a 12:1 a Mach 0,95 y 7,5:1 a Mach 2[11]
- Helicóptero a 100 km/h: 4,5:1[12]
- Cessna 172 planeando  10,9:1[13]
- Lockheed U-2 en crucero 25,6:1[14]
- Rutan Voyager  27:1
- Virgin Atlantic GlobalFlyer 37:1[15]

| Avión de pasajeros | crucero L/D | Primer vuelo |
| ------------------ | ----------- | ------------ |
| L1011-100          | 14.5        | nov 16, 1970 |
| DC-10-40           | 13.8        | ago 29, 1970 |
| A300-600           | 15.2        | oct 28, 1972 |
| MD-11              | 16.1        | ene 10, 1990 |
| B767-200ER         | 16.1        | sep 26, 1981 |
| A310-300           | 15.3        | abr 3, 1982  |
| B747-200           | 15.3        | feb 9, 1969  |
| B747-400           | 15.5        | abr 29, 1988 |
| B757-200           | 15.0        | feb 19, 1982 |
| A320-200           | 16.3        | feb 22, 1987 |
| A310-300           | 18.1        | nov 2, 1992  |
| A340-200           | 19.2        | abr 1, 1992  |
| A340-300           | 19.1        | oct 25, 1991 |
| B777-200           | 19.3        | jun 12, 1994 |